# カーチス モデルD

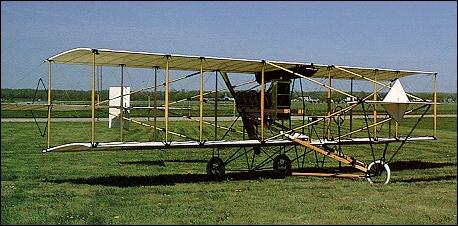
Curtiss 1911 Model D Type IVのレプリカ

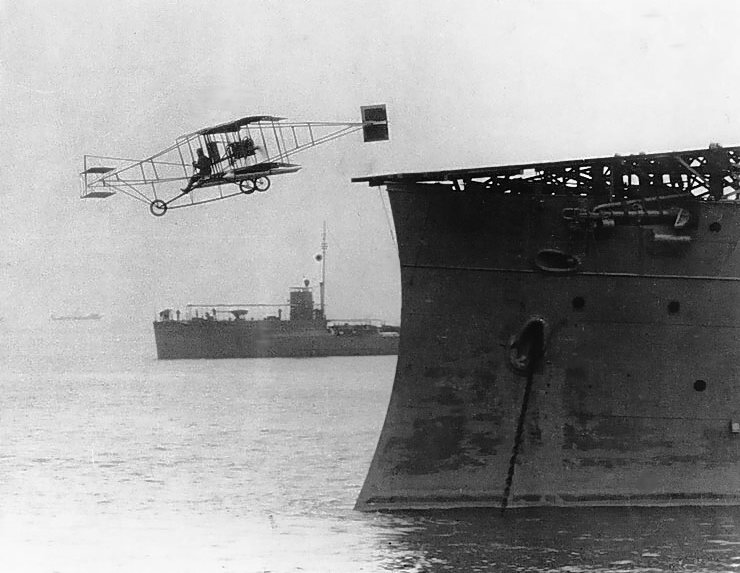
バーミングハムからの離艦

カーチス モデルD（Curtiss Model D しばしばカーチス プッシャーと呼ばれる）は初期のアメリカ合衆国の航空機である。1910年11月にユージン・バートン・イーリー の操縦で軽巡洋艦バーミングハムの特設甲板から離陸した飛行などで知られる。
3輪車形式の固定脚の複葉機で、初期モデルはカナード形式で前翼が操縦士の前に配置されていたが、後期モデルでは前翼は廃止され、ヘッドレス型と呼ばれた。カーチスの設計の特徴としてライト兄弟のひねり翼による操縦の特許を逃れるために補助翼が使われた。機体は木製で布張りであり、一部竹材も使われた。操縦席の後ろにエンジンとプロペラが配置された。
民間飛行士が購入したのに加えてアメリカ陸軍、アメリカ海軍で観測機として使われ、ロシア海軍などにも輸出された。1910年11月14日ユージン・バートン・イーリー の操縦で軽巡洋艦バーミングハムの特設甲板から離陸に成功し、艦船から離艦した最初の航空機となった。
1915年11月には国会議員Orrin Dubbs Bleakleyを乗せた75HP(馬力)のカーチス モデルDが陸軍航空隊のWilliam C. Ockerの操縦でフィラデルフィアからワシントンまでを3時間ほどで飛行した。政府高官が飛行機で移動した最初の記録となった。
1913年5月4日、日本の民間飛行士、武石浩玻が地上に激突して、民間航空において国内最初の犠牲者となった飛行機でもある。

## 派生型
Model D-4
40 hp(馬力) (30 kW (キロワット)) カーチス直列4気筒エンジン装着
Model D-8
40 hp (30 kW) カーチスV型エンジン装着
Model D-8-75
75 hp (56 kW) カーチスV型8気筒エンジン装着
Burgess Model D
マサチューセッツ州の Burgess社がライセンス生産した試作機

## 要目
（Model D Type IV）
- 乗員：1名
- 全長：8.9 m
- 全幅：11.6 m
- 全高：2.3 m
- 空虚重量：318 kg
- 全備重量：590 kg
- エンジン：1×Curtiss E-4 V8 engine , 60 hp
- 最大速度：80 km/h
- 航続時間：2.5 時間

## References
- "Pioneer Aircraft Early Aviation to 1914" Editor Philip Jarrett, (Putnam Aeronautical Books, 64 Brewery Road, London N7 9NT, ISBN 0851778690), page 154
- "The Complete Encyclopedia of World Aircraft" cover Editors: Paul Eden & Soph Moeng, (Amber Books Ltd. Bradley's Close, 74-77 White Lion Street, London, NI 9PF, 2002, ISBN 0-7607-3432-1), 1152 pp.
- Venango County Historical Society. Venango County 2000: The Changing Scene Vol. I. VCHS, Franklin PA. 2000. p. 127-128.
- Taylor, Michael J. H. (1989). Jane's Encyclopedia of Aviation. London: Studio Editions. p. 216.